# Luossarivier (noord)
Luossarivier (Zweeds: Luossajoki of Luossajohka) is een rivier die stroomt in de Zweedse  gemeente Kiruna. De rivier verzorgt de afwatering van het Luossameer. De rivier stroomt naar het zuidwesten en belandt in het Koomeer. De rivier is circa 7 kilometer lang.
Zijrivier: Njakarivier
Afwatering: Luossarivier → Koomeer → Noordelijke Taalumeer → Zuidelijke Taalumeer → Taalurivier → Korttomeer → Korttobaai → Torneträsk → Torne → Botnische Golf